# Грейнджер (Вайомінг)
Грейнджер (англ. Granger) — місто (англ. town) в США, в окрузі Світвотер штату Вайомінг. Населення — 98 осіб (2020).

## Географія
Грейнджер розташований за координатами 41°35′49″ пн. ш. 109°57′46″ зх. д. / 41.59694° пн. ш. 109.96278° зх. д. (41.596981, -109.962672).  За даними Бюро перепису населення США в 2010 році місто мало площу 6,54 км², уся площа — суходіл.

## Демографія
Згідно з переписом 2010 року, у місті мешкало 139 осіб у 57 домогосподарствах у складі 38 родин. Густота населення становила 21 особа/км².  Було 72 помешкання (11/км²).
Расовий склад населення:
| - 88,5 % — білих - 0,7 % — чорних або афроамериканців - 9,4 % — осіб інших рас |

До двох чи більше рас належало 1,4 %. Частка іспаномовних становила 15,1 % від усіх жителів.
За віковим діапазоном населення розподілялося таким чином: 25,2 % — особи молодші 18 років, 67,6 % — особи у віці 18—64 років, 7,2 % — особи у віці 65 років та старші. Медіана віку мешканця становила 39,5 року. На 100 осіб жіночої статі у місті припадало 120,6 чоловіків;  на 100 жінок у віці від 18 років та старших — 131,1 чоловіків також старших 18 років.
Середній дохід на одне домашнє господарство  становив 61 859 доларів США (медіана — 60 417), а середній дохід на одну сім'ю — 66 817 доларів (медіана — 56 250). Медіана доходів становила 76 250 доларів для чоловіків та 28 750 доларів для жінок. За межею бідності перебувало 9,3 % осіб, у тому числі 0,0 % дітей у віці до 18 років та 0,0 % осіб у віці 65 років та старших.
Цивільне працевлаштоване населення становило 67 осіб. Основні галузі зайнятості: роздрібна торгівля — 35,8 %, мистецтво, розваги та відпочинок — 16,4 %, виробництво — 14,9 %, сільське господарство, лісництво, риболовля — 14,9 %.
За даними перепису 2000 року,
на території муніципалітету мешкало 146 людей, було 54 садиб та 40 сімей.
Густота населення становила 22,8 осіб/км². Було 76 житлових будинків.
З 54 садиб у 35,2% проживали діти до 18 років, подружніх пар, що мешкали разом, було 68,5 %,
садиб, у яких господиня не мала чоловіка — 5,6 %, садиб без сім'ї — 25,9 %.
Власники 24,1 % садиб мали вік, що перевищував 65 років, а в 5,6 % садиб принаймні одна людина була старшою за 65 років.
Кількість людей у середньому на садибу становила 2,70, а в середньому на родину 3,18.
Середній річний дохід на садибу становив 46 563 доларів США, а на родину — 52 083 доларів США.
Чоловіки мали дохід 45 750 доларів, жінки — 19 375 доларів.
Дохід на душу населення був 17 764 доларів.
Приблизно 10,5 % родин та 12,3 % населення жили за межею бідності.
Серед них осіб до 18 років було 5,7 %, і понад 65 років — 21,1 %.
Середній вік населення становив 38 років.